# 安藤広郎
安藤 広郎（あんどう ひろろう、1973年2月23日 - ）は、日本の俳優。アンカット所属。かつてはオフィスワイルドに所属していた。本名同じ。群馬県前橋市出身。日活芸術学院俳優科卒業。
身長170cm。体重61kg。趣味は読書、散歩、格闘技。特技はキックボクシング、殺陣、アクション、料理。

## 出演

### 映画
- パッチギ! LOVE&PEACE（2007年） - 現地人
- サウスバウンド（2007年） - 警官
- 椿三十郎（2007年）
- クライマーズ・ハイ（2008年） - 新聞社社員
- トミカヒーロー レスキューフォース 爆裂MOVIE マッハトレインをレスキューせよ!（2008年） - スーツアクター
- クジラ 極道の食卓（2009年） - 組員
- ハゲタカ（2009年） - 派遣社員
- BALLAD 名もなき恋のうた（2009年） - 春日の兵
- のんちゃんのり弁（2009年） - 酒屋の主人
- 劇場版 仮面ライダーディケイド オールライダー対大ショッカー（2009年） - スーツアクター
- はやぶさ/HAYABUSA（2011年）
- PIECE〜記憶の欠片〜（2012年）
- ガッチャマン（2013年）
- 極道大戦争（2015年）
- 64-ロクヨン- 後編（2016年） - トイレの刑事
- アウトレイジ 最終章（2017年） - 刑事
- 億男（2018年） - 寿司職人
- 愛唄 -約束のナクヒト-（2019年） - トオルの父
- ザ・ファブル（2019年） - 組員
- Fukushima 50（2020年） - 伊藤豪（第一運転管理部当直副長）
- 東京バタフライ（2020年）

### テレビドラマ
- トミカヒーローシリーズ（テレビ愛知・テレビ東京系）
  - トミカヒーロー レスキューフォース（2008年） - アクション&スタント
  - トミカヒーロー レスキューファイアー（2009年） - アクション&スタント
- ブラッディ・マンデイ Season2（2010年、TBS）
- ジョーカー 許されざる捜査官 第1・2話（2010年7月13日・20日、フジテレビ） - 巽勝也刑事 役
- 警視庁継続捜査班 最終話（2010年9月9日、テレビ朝日） - 医師 役
- CONTROL〜犯罪心理捜査〜（2011年1月11 - 3月22日、フジテレビ） - 刑事 役 ※レギュラー[1]
- 陽はまた昇る（2011年7月21日 - 9月15日、テレビ朝日） - 教官 役 ※レギュラー[1]
- 絶対零度〜特殊犯罪潜入捜査〜 第10話（2011年9月13日、フジテレビ）
- 撮らないで下さい!!グラビアアイドル裏物語 第2・10話（2012年1月20日・3月16日、テレビ東京）
- 妄想捜査〜桑潟幸一准教授のスタイリッシュな生活（2012年、テレビ朝日）
- 相棒（テレビ朝日系）
  - （2012年） - 署員 役
  - season15 第18話（2017年3月22日） - 生活安全課部長 役
  - season18 第11話元旦スペシャル（2020年1月1日） - 捜査員 役
- ゴーストママ捜査線〜僕とママの不思議な100日〜 第1話（2012年7月7日、日本テレビ）
- トッカン 特別国税徴収官 第9話（2012年9月12日、日本テレビ） - 警察官 役
- 高校入試（2012年、フジテレビ） - 教師 役
- ゴーイング マイ ホーム 第10話（2012年12月18日、関西テレビ・フジテレビ）
- 大河ドラマ（NHK）
  - 八重の桜（2013年5月26日） - 大垣屋の若いもん 役
  - いだてん〜東京オリムピック噺〜（2019年10月6日） - 救護員 役
- dinner 第2話（2013年1月20日、フジテレビ） - 精肉店の店員 役
- 雲の階段 第9話（2013年6月12日、日本テレビ）
- ハードナッツ! 〜数学girlの恋する事件簿〜 第6話（2013年11月24日、NHK BSプレミアム）
- ハニー・トラップ 第7・9・10話（2013年11月30日・12月14日・21日、フジテレビ）
- 彼岸島 最終話（2013年12月27日、毎日放送・TBS）
- 疾風・虹丸組 第1話（2014年、BSイレブン）
- 愛してCRAZY（2014年5月24日、TOKYO MXテレビ） - 原 役
- ドラマスペシャル 遺留捜査2（2014年8月9日、テレビ朝日） - 刑事 役
- ○○妻 第1話（2015年1月14日、日本テレビ）
- 原宿ドラゴン（2015年、TOKYO MXテレビ） - リー役
- ウルトラシリーズ（テレビ東京）
  - ウルトラマンX 第9話（2015年9月15日） - 警官 役
  - ウルトラマンジード 第21話（2017年11月25日） - リサイクルショップ店主 役
  - ウルトラマンブレーザー 第16話（2023年10月28日） - 作業員 役
  - ウルトラマンオメガ 第1話（2025年7月5日） - 役人 役
- デザイナーベイビー - 速水刑事、産休前の難事件 - 第1話（2015年9月22日、NHK）
- 連続ドラマW（WOWOW）
  - 沈まぬ太陽（2016年）
  - 闇の伴走者〜編集長の条件 第1話・第3話・第4話（2018年3月31日・4月14日・21日、WOWOW） - 国鉄職員 役
  - 鉄の骨 第2・3・5話（2020年4月25日・5月2日・5月16日） - 別府良平 役
  - インフルエンス 第5話（2021年4月17日） - 裁判長 役
- ヒガンバナ〜警視庁捜査七課〜 第1話（2016年1月13日、日本テレビ） - 鑑識 役
- 金曜プレミアム 警部補・佐々木丈太郎 第8作（2016年2月26日、フジテレビ） - 目撃者 役
- 土曜ワイド劇場（テレビ朝日）
  - 特捜セブン〜警視庁捜査一課7係（2016年2月27日） - レポーター 役
  - 刑事一徹〜命懸けで捜査に挑む 犯人より心配性な男（2016年7月23日）
- ナイトヒーロー NAOTO（2016年、テレビ東京）
- OLですが、キャバ嬢はじめました 第2話（2016年6月27日、毎日放送・TBS） - 落合 役
- さくらの親子丼 第1話（2017年10月7日、東海テレビ・フジテレビ） - 達也の父 役
- 日曜ワイド 白い刑事（2017年10月22日、テレビ朝日） - 佐竹 役
- 赤シャツの逆襲（2017年11月24日、南海放送） - 高浜虚子 役
- 未解決事件07「警察庁長官狙撃事件」（2018年9月2日・9日、NHK）
- あまんじゃく 元外科医の殺し屋が医療の闇に挑む！（2018年9月24日、テレビ東京） - 刑事 役
- レ・ミゼラブル 終わりなき旅路（2019年1月6日、フジテレビ） - 刑務官 役
- 名探偵・明智小五郎 第2夜（2019年3月31日、テレビ朝日） - 秘書官 役
- 俺のスカート、どこ行った? 第7話（2019年6月1日、日本テレビ） - 刑事 役
- リーガル・ハート 〜いのちの再建弁護士〜 第1話（2019年7月22日、テレビ東京） - 幹部 役
- 夢食堂の料理人〜1964東京オリンピック選手村物語〜（2019年7月23日、NHK） - 福田清彦 役（第一ホテル料理長）
- あなたの番です 第17話・第18話（2019年8月18日・25日、日本テレビ） - カフェの従業員 役
- エピソードゼロ〜狙われた半沢直樹のパスワード〜（2020年1月3日、TBS） - 総務部長 役
- 仮面ライダーゼロワン 第19話（2020年1月19日、テレビ朝日） - 中年夫婦 役
- SUITS/スーツ2 第1話（2020年4月13日、フジテレビ）
- MIU404 第7話（2020年8月7日、TBS） - 理髪店店主 役
- 連続テレビ小説 エール 第62回（2020年9月8日、NHK） - 町人 役
- 俺の家の話 第2話・第10話（2021年1月29日・3月26日、TBS） - 門弟 役
- 監察医 朝顔 第2シリーズ 第17話（2021年3月8日、フジテレビ）
- 准教授・高槻彰良の推察 第4話（2021年8月28日、東海テレビ・フジテレビ） - 耳鼻科医 役
- 和田家の男たち 第3話・第7話（2021年11月5日・12月3日、テレビ朝日） - 門倉浩輔 役
- 日本沈没-希望のひと- 第4話（2021年11月7日、TBS）
- 最愛 第6話（2021年11月19日、TBS） - 進藤検事 役
- SUPER RICH 第7話（2021年11月25日、フジテレビ） - 麻雀屋店員 役
- DCU 第1話（2022年1月16日、TBS）
- 愛しい嘘〜優しい闇〜 第7話・最終話（2022年2月25日・3月4日、テレビ朝日） - 美術教師 役
- 正直不動産 第1話（2022年4月5日、NHK） - 山本広幸医師 役
- NICE FLIGHT! 第4話（2022年8月12日、テレビ朝日） - ベテランスタッフ 役
- 競争の番人 第8話（2022年8月29日、フジテレビ） - 安藤 役
- 孤独のグルメ  Season10 第5話（2022年11月5日、テレビ東京） - 常連客 役
- 罠の戦争 第1話（2023年1月16日、関西テレビ・フジテレビ） - 陳情する男 役
- シガテラ 第1話（2023年4月8日、テレビ東京） - 教師 役
- ラストマン-全盲の捜査官- 第1話（2023年4月23日、TBS） - 警察官僚 役
- unknown 第4話（2023年5月9日、テレビ朝日） - 刑事 役
- トリリオンゲーム 第1話（2023年7月14日、TBS） - 水島敬一郎 役
- D&D〜医者と刑事の捜査線〜 最終話（2024年11月29日、テレビ東京） - 楠正彦 役[2]
- モンスター 第10話（2024年12月16日、関西テレビ・フジテレビ系）

### 配信ドラマ
- 闇の法執行人 第3話（2017年、J:COMプレミアチャンネル）
- やれたかも委員会 第2話（2018年2月3日、AbemaTV）
- JAM -the drama- 第2話（2021年9月2日、ABEMA） - バラエティ番組プロデューサー役
- 仮面ライダーBLACK SUN（2022年10月28日、Amazon Prime Video） - 上級怪人1 役

### テレビ番組
- 世紀のワイドショー!ザ・今夜はヒストリー
- 日本がもっとも危なかった87時間（2011年）
- オモクリ監督 〜O-Creator's TV show〜

### 舞台
- OROCHI
- JINRAI
- DOG\'s
- 火の鳥
- Rejendo Of Angel

### CM
- キリン一番搾り生ビール
- すかいらーく
- 日清食品 麺の達人
- 野村證券
- JT「ploomTECH」
- 住友生命保険相互会社

### PV
- nobodyknows+ アンダーレイン feat.プリメラ（2009年） - 野武士